# Crocker (Dakota Południowa)
Crocker – jednostka osadnicza w Stanach Zjednoczonych, w stanie Dakota Południowa, w hrabstwie Clark.